# Finström
Finström è un comune finlandese di 2588 abitanti, situato nella regione delle isole Åland.

## Società

### Lingue e dialetti
Lo svedese è l'unica lingua ufficiale di Finström; 8,4% parlano altre lingue, compreso il finlandese (3,4%). Il comune ha anche dato il benvenuto a immigrati recenti che parlano altre lingue.
| %     | Ripartizione linguistica (gruppi principali) |
| ----- | -------------------------------------------- |
| 91,7% | madrelingua svedese                          |
| 3,4%  | madrelingua finlandese                       |